# Matej Miljatovič
Matej Miljatovič (Ptuj, 1979. június 23. –) szlovén labdarúgó.

## Pályafutása
Pályafutása kezdetén nagy tehetségnek tartották, játszott az U21-es válogatottban is. Tagja volt a többször is bajnokságot nyerő NK Maribor gárdájának, amellyel 2000-ben a BL csoportkörébe is bejutott. Fiatal kora miatt azonban nem tudott szóhoz jutni a csapatnál, így a távozás mellett döntött.
NK Korotan gárdájához került, amely csapat rendre a tabella alsó régiójában tartózkodott. Itt viszont folyamatos játéklehetőséghez jutott, a csapat alapemberévé vált. Innen a csapatot sújtó kizárás miatt távozott a 2002-03-as szezon téli szünetében. Új csapata az NK Era Šmartno lett. Az csapatnál töltött másfél év alatt 43 mérkőzésen jutott szóhoz.
Következő átigazolására a 2004-es évben került sor, mikor a szülővárosa csapatához, az NK Drava-hoz került.
26 évesen nyílt lehetősége külföldre igazolni, a német másodosztályú Kickers Offenbach szerződtette.
Itt figyelt fel teljesítménye a ZTE későbbi trénere Slavko Petrovic, és mikor Magyarországra jött, hozta magával Matejt is.
Hazánkban első bajnokiján 2007. július 20-án lépett pályára a ZTE színeiben egy Paks ellen 3-1-re megnyert találkozón. Azóta folyamatosan kezdő, a csapat védelmének egyik alappillére. Első gólját október 20-án egy szöglet utáni fejesből szerezte az FC Tatabánya ellen.
A 2007–2008-as szezonban 25 bajnoki mérkőzésen lépett pályára, összesen 2226 percet töltött a játéktéren (Máté Péter után a második legtöbbet) és 7 sárga lapot gyűjtött be. Két gólt szerzett a Soproni Ligában, mindkettőt Tatabánya ellen: ősszel és tavasszal egyaránt betalált a kapuba. Ezenkívül 1 Magyar Kupa és 7  Ligakupa mérkőzésen jutott még szóhoz.
2011 nyarán lejáró szerződését nem hosszabbították meg, így távozott a ZTE csapatától.

## Sikerei, díjai
ZTE
- Magyarkupa-döntős: 2010

## Külső hivatkozások
- hlsz.hu játékosprofil
- zte.hu profil
- profilja a weltfussball.de-n
- profilja az NK Maribor honlapján
- profilja a transfermarkt.de-n
- Cikk az Offenbachtól való távozásáról
- Cikk a kickers.de-n

1. ↑  ztefc.hu: Megkezdtük a felkészülést a 2011/12-es bajnokságra Archiválva 2011. szeptember 28-i dátummal a Wayback Machine-ben, 2011. június 15.